# Schwenkgrill

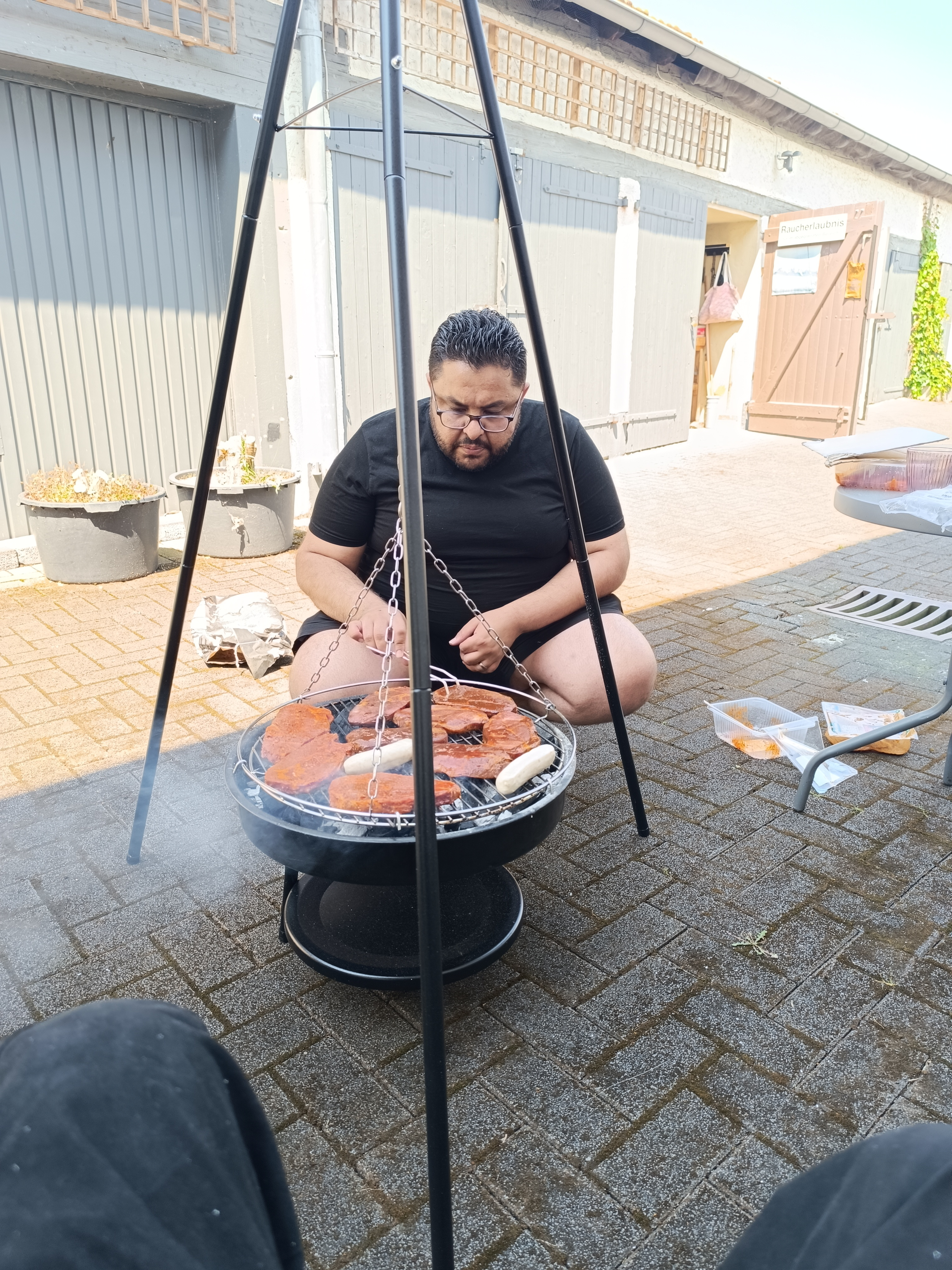
Mann gebraucht Schwenkgrill

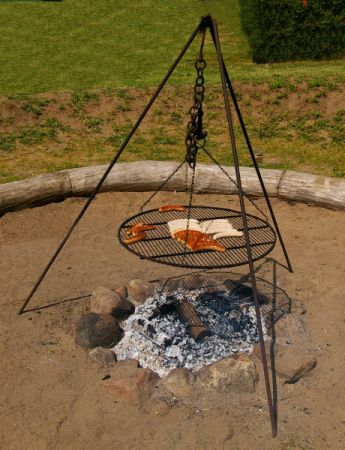
Dreibeinschwenker aus der Schmiede

Ein Schwenkgrill (saarländisch: Schwenker) ist ein traditionelles Grillgerät.

## Konstruktion

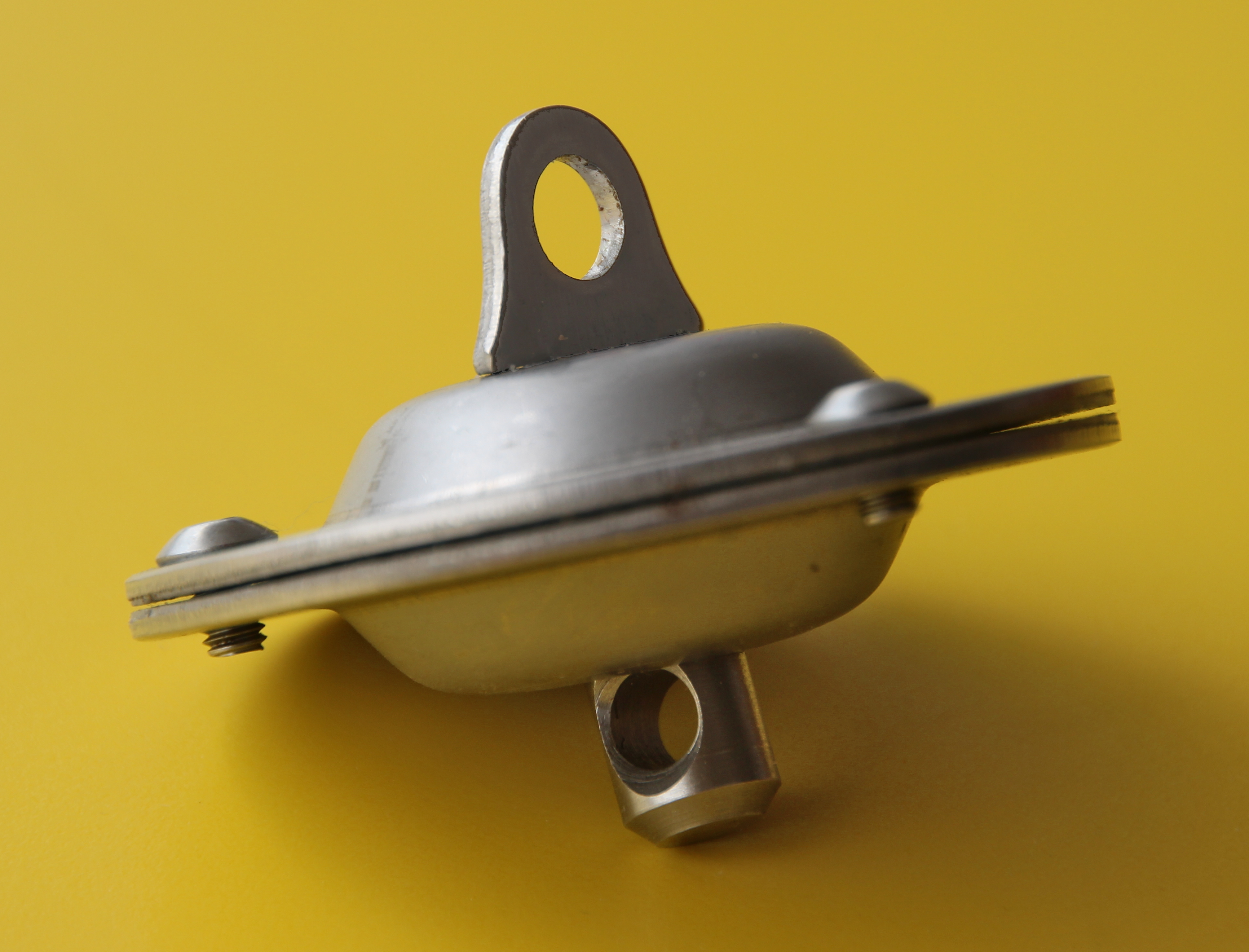
Wirbel mit hitzebeständigem Kugellager

Der Schwenkgrill besteht typischerweise aus einem knapp mannshohen Dreibein oder einer galgenähnlichen Konstruktion aus verschweißten, steckbaren oder verschraubbaren Metallstangen. In der Spitze dieses Dreibeins findet sich ein drehbares Laufrad, über das eine Kette gelegt wird. An einem Ende der Kette ist ein runder Grillrost befestigt, der sich zwischen den drei Standbeinen frei schwingend drehen kann, was in manchen Ausführungen des Grills durch einen Wirbel mit einem hitzebeständigen Kugellager an der Verzweigungsstelle der Kette begünstigt wird. Das andere Ende der Kette wird an einem der drei Beine an einem Haken oder ähnlichem befestigt; hierüber kann der Abstand des Rostes zum Feuer reguliert werden. Bei einfachen Konstruktionen kann die Kette des Schwenkgrills auch ohne Laufrad direkt an der Spitze des Dreibeins eingehakt sein.

## Betrieb
Der Schwenkgrill unterscheidet sich von einem Grill mit feststehendem Rost dadurch, dass sich das Grillgut über dem Feuer bzw. der Glut durch schwenken des Grills bewegt. Dadurch ist die Gefahr des Anbrennens des Grillgutes geringer, die Hitzeeinwirkung ist gleichmäßiger, und es ergibt sich eine andere Geschmacksentfaltung.

## Verbreitung und Bedeutung
Der Schwenker gilt als „saarländischer Identitätsmythos“. Der Begriff Schwenker steht für Dreierlei: Zum einen ist der Schwenker die besondere Form des Grills. Auch wird das auf dem Schwenker zubereitete Fleisch (Schwenkbraten) als Schwenker bezeichnet. Außerdem wird der „Grillmeister“, der den Schwenker (Fleisch) auf dem Schwenker (Grill) zubereitet, ebenfalls Schwenker genannt. Somit schwenkt der Schwenker den Schwenker auf dem Schwenker. Als Ursprung des Schwenkers wird manchmal die Einführung durch zurückgekehrte Brasilien-Auswanderer angegeben.

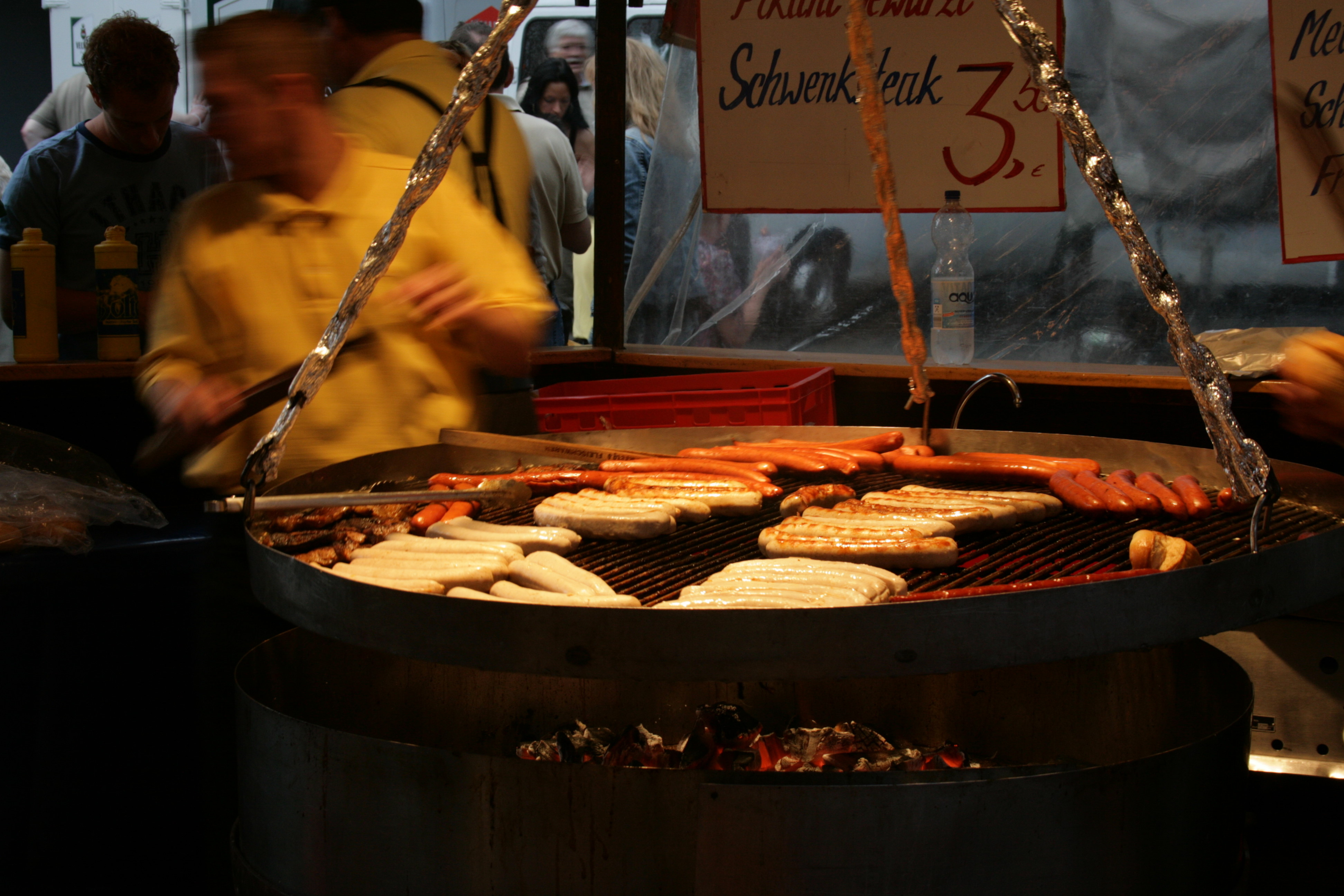
Schwenkgrill-Imbissstand in Wuppertal (2009)

Größere Schwenkgrills sind häufig auf Volks- und Straßenfesten, Jahrmärkten und Weihnachtsmärkten anzutreffen, oft als Hauptausstattung von speziellen Schwenkgrill-Imbissständen.